# Амити
Амити (англ. Amity) — небольшой город на северо-западе острова Северный Страдброк, юго-восточное побережье Квинсленда, Австралия.

## География
Амити находится на крайней северной точке острова Северный Страдброк. Севернее находится Южный проход, отделяющий Моретон от Северного Страдброка.

## История
В 1824 году Джон Оксли назвал мыс на острове Амити-Пойнт в честь брига «Амити», на котором он плыл с целью создания исправительной колонии в заливе Моретон. 

## Демография
По данным переписи 2011 года население Амити составляло 348 человек (49,7 % мужчин и 50,3 % женщин). Средний возраст населения Амити составил 53 года по сравнению 37 для всей Австралии. 86 % жителей города родились в Австралии. Остальные родились в Великобритании (4,4 %), Новой Зеландии (1,7 %), на Соломоновых островах (1,2 %), в Новой Гвинее (1,2 %) и Латвии (1,2 %). 98 % населения говорили только по-английски.

## Инфраструктура
В Амити находится причал, пожарная станция, библиотека и почтовое отделение. Школы и больницы в городе нет, поэтому жителям приходится часто ездить в Данвич.